# Éverard de Gateley
Éverard de Gateley était un écrivain anglo-normand vivant dans la seconde moitié du XIIIe siècle.
Éverard de Gateley était un moine de Bury St Edmunds originaire de Gateley (Norfolk). Il est l’auteur de trois Miracles de la Vierge. La première est l’une des nombreuses variantes du récit où l’on voit la Vierge Marie apparaître en songe à un clerc malade d’un cancer à la bouche et le guérir en lui donnant le sein. Le clerc se réveille guéri et raconte le miracle à son évêque avant de rendre son âme après avoir reçu la communion.